# Wiener Blut – Die 3 von 144
Wiener Blut – Die 3 von 144 ist eine vierteilige Dokumentationsreihe über den Rettungswagen Zentrale 6 der Berufsrettung Wien. Dabei begleitet die Kamera drei Notfallsanitäter nicht nur bei ihren Einsätzen, auch Privates der Sanitäter wird thematisiert. Die Dokumentation wurde von Experten kritisiert, da die Sanitäter hauptsächlich durch ihren Wiener Schmäh und kaum durch ihre medizinischen Kenntnisse und Maßnahmen auffielen.

## Trivia
Einer der drei Sanitäter war an dem Rettungseinsatz beteiligt, bei dem Seibane Wague ums Leben kam.
Bei einem anschließenden Gerichtsverfahren wurde er zwei Mal rechtskräftig freigesprochen.